# Tätowiermaschine

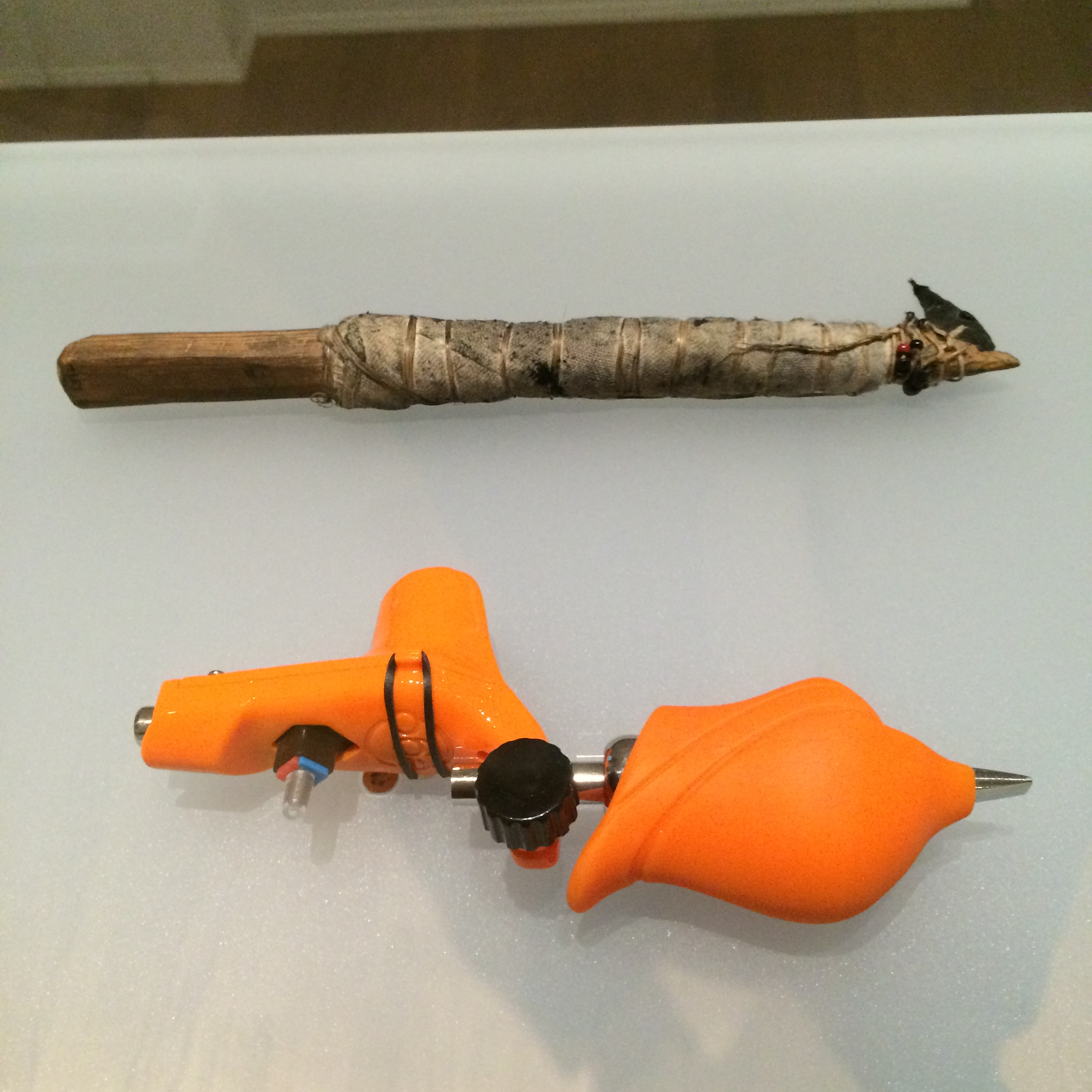
Tätowiergeräte im Museum für Kunst und Gewerbe in Hamburg: „Primitiv trifft Moderne“

Eine Tätowiermaschine ist ein elektrisch betriebenes technisches Gerät zur Herstellung von Tätowierungen, mittels Einbringung von Tätowierfarben in die menschliche Haut und das Standardwerkzeug eines neuzeitlichen Tätowierers.

## Geschichte

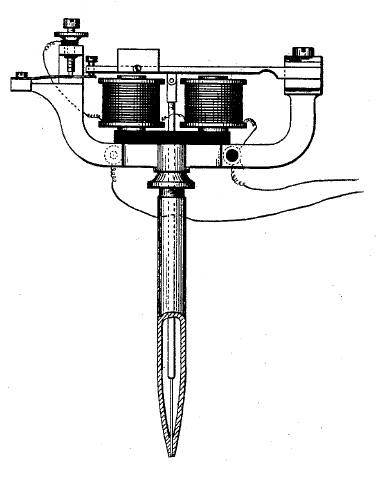
Tätowiermaschine um 1876

Das Grundmodell einer Tätowiermaschine war ein Gerät, das Thomas A. Edison 1877 in den USA mit der Bezeichnung Stencil-Pens patentieren ließ. Ursprünglich wurde das Gerät für das Gravieren von Gegenständen entwickelt. Später entdeckte Samuel O’Reilly, dass die Maschine von Edison nach Umbau die Möglichkeit bot, Tinte unter die Haut zu stechen. Erstmals im Jahre 1891 ließ sich Samuel O’Reilly eine Tätowiermaschine, eine Tattoo-Gun, patentieren. Der New Yorker Tätowierer Charlie Wagner meldete im Jahr 1904 ein Patent auf eine Tätowiermaschine an. Da O’Reilly bei Wagner in die Lehre ging, wird mitunter darüber gestritten, wer von den beiden als Erfinder der elektrischen Tätowiermaschine gilt. Der Tätowierer Christian Warlich verwendete als erster in Deutschland eine elektrische Tätowiermaschine.
Eine weitere Tätowiermaschine arbeitet mit einem Elektromotor. Diese Rotarymaschine wurde in Deutschland von 1964 bis 1975 von Horst Streckenbach und in modifizierter Version ab 1976 von Manfred Kohrs konstruiert und angefertigt. Ferner sind noch pneumatische Maschinen auf dem Markt.

## Technik

### Magnetspulenmaschine
Bei einer Magnetspulenmaschine wird z. B. mit Hilfe zweier Spulen ein Magnetfeld erzeugt, das eine Anzahl feiner, an eine Stange gelöteter Nadeln schnell vor- und rückwärts bewegt.

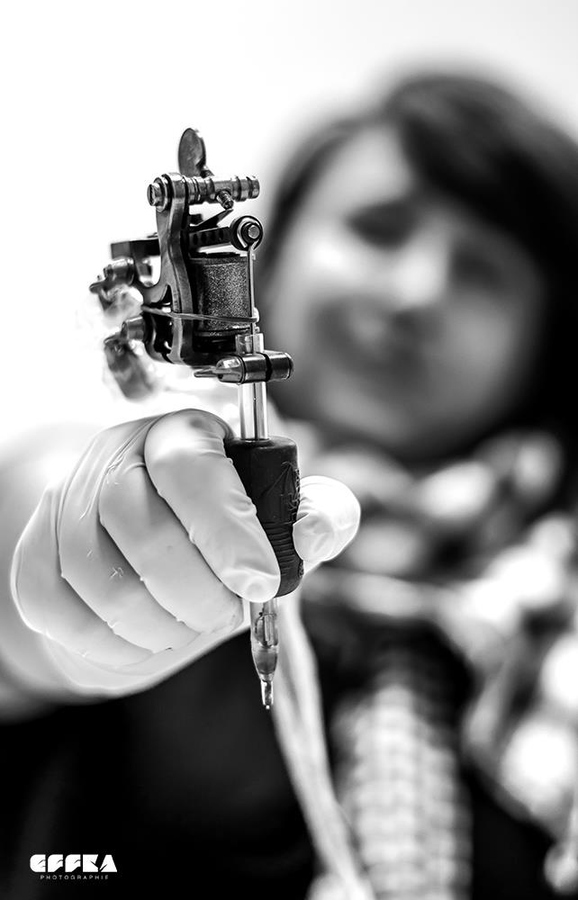
Magnetspulenmaschine
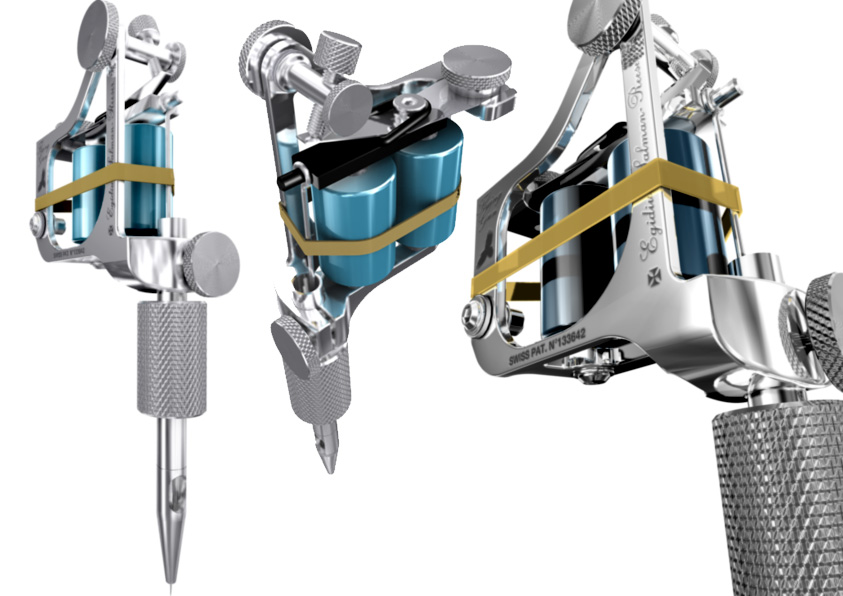
Detailansicht 1
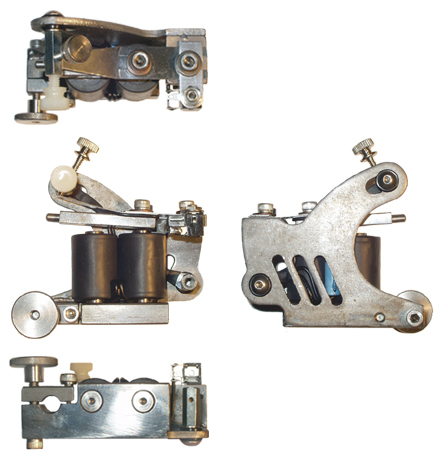
Detailansicht 2
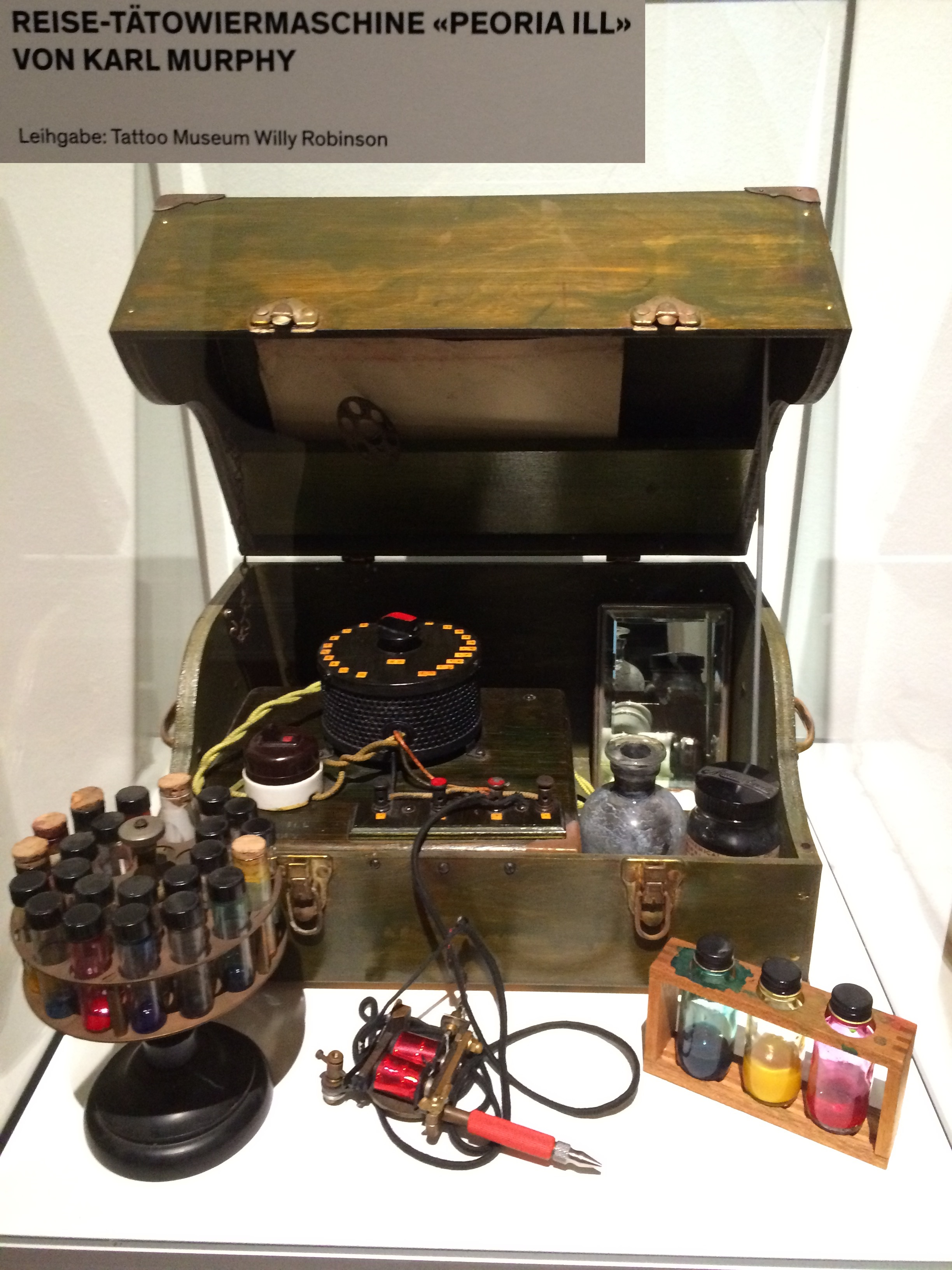
Reisetätowiermaschine

### Rotationstätowiermaschine
Bei der Rotationstätowiermaschine (Rotarymaschine) wird mittels Elektromotor eine Drehbewegung erzeugt, die mittels eines Exzenters in die notwendige Auf- und Abwärtsbewegung umgesetzt wird. Die Rotarymaschine wird meist im kosmetischen Bereich für Permanent Make-up von Tätowierern für sehr feine Linien oder Schattierungen verwendet. Die mit Elektromotor angetriebene Tätowiermaschine hat im Gegensatz zur Magnetspulenmaschine eine größere Laufruhe und ist mit bis zu 18.000 Hüben pro Minute auch erheblich schneller.

Eine Rotary Tätowiermaschine 1978, entwickelt und gefertigt von Manfred Kohrs.
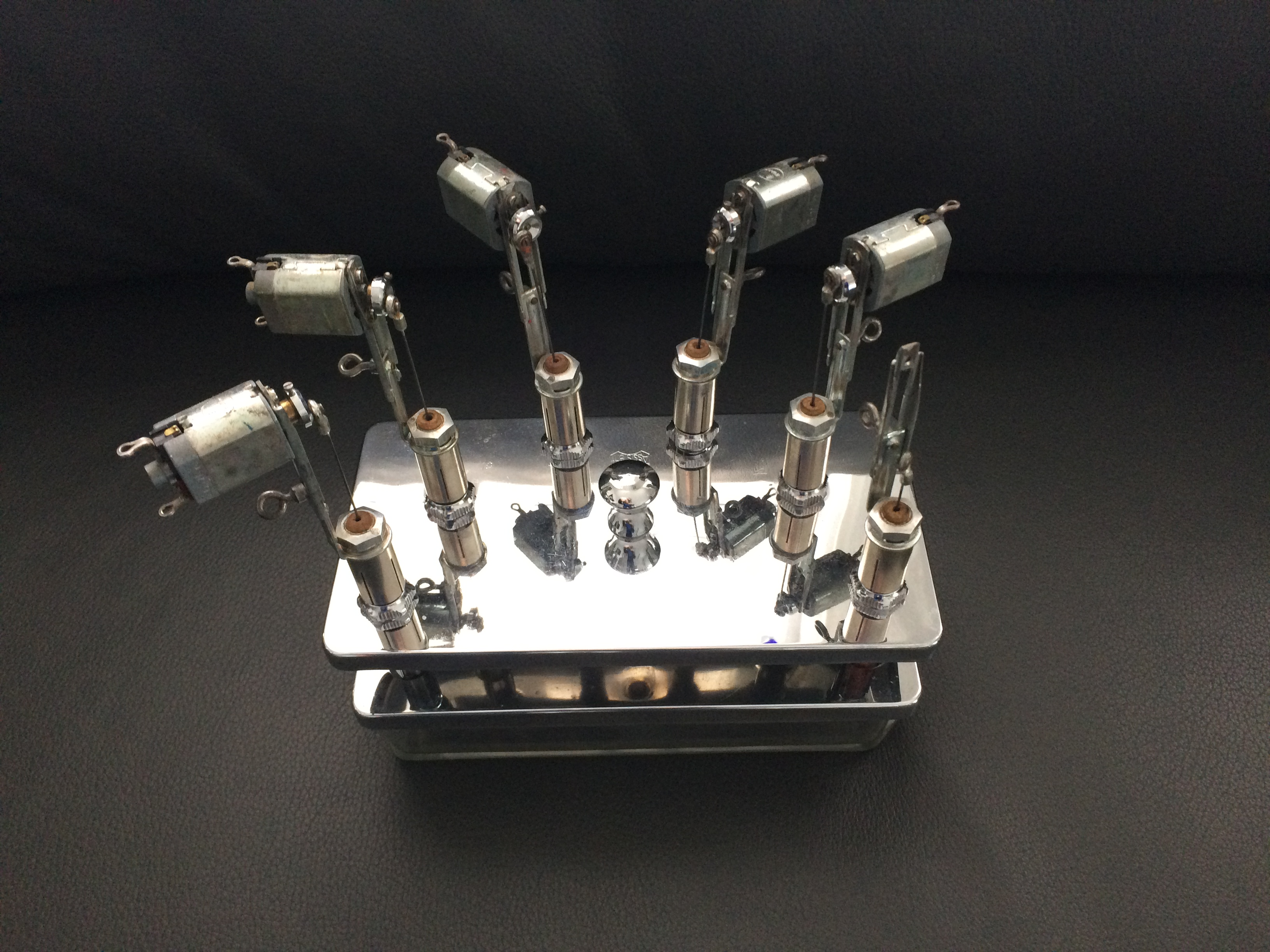
Rotarymaschinenset „Kohrs 1978“
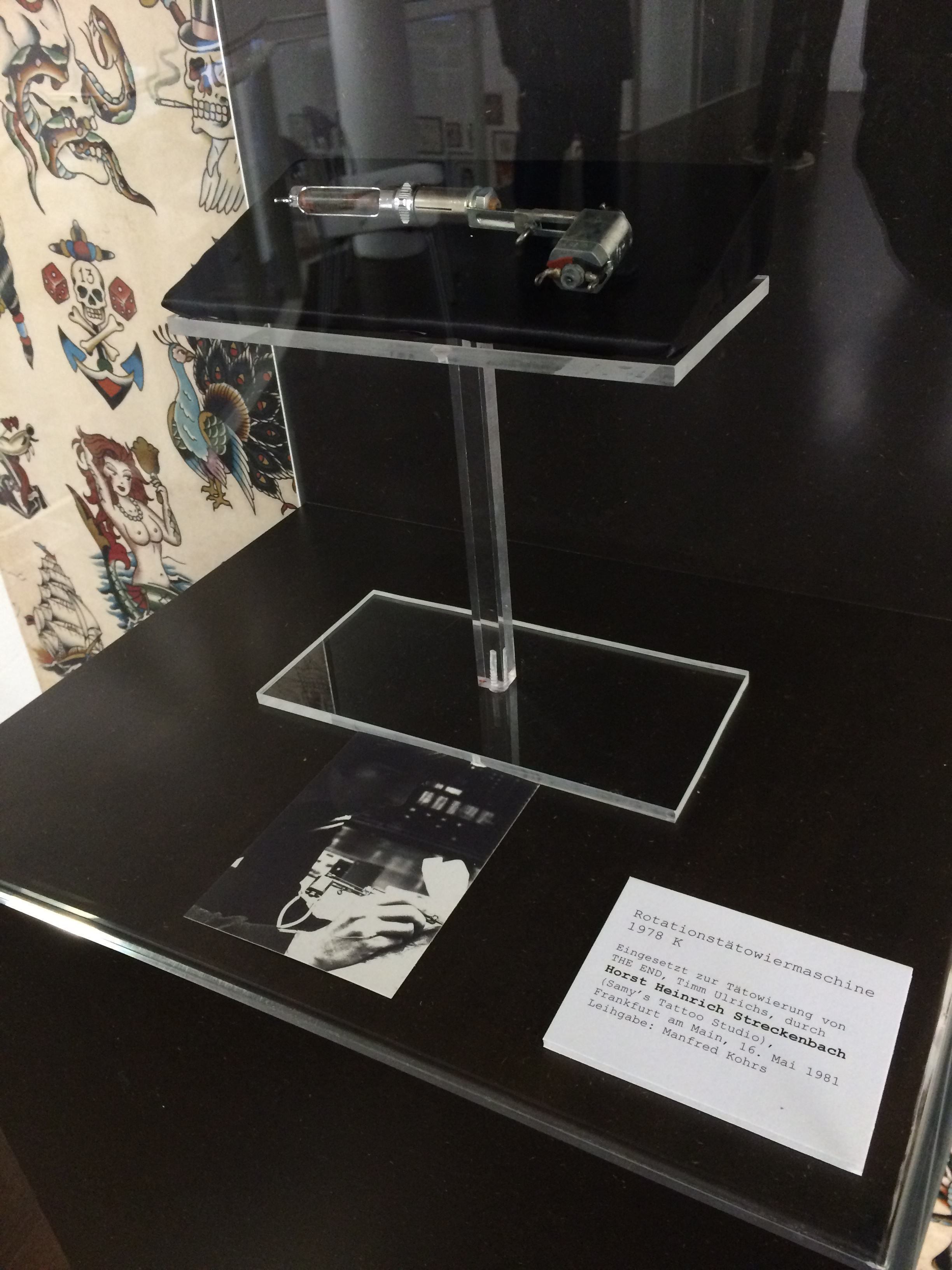
Rotarymaschine „Kohrs 1978“ (Liner), kunst galerie fürth 2015
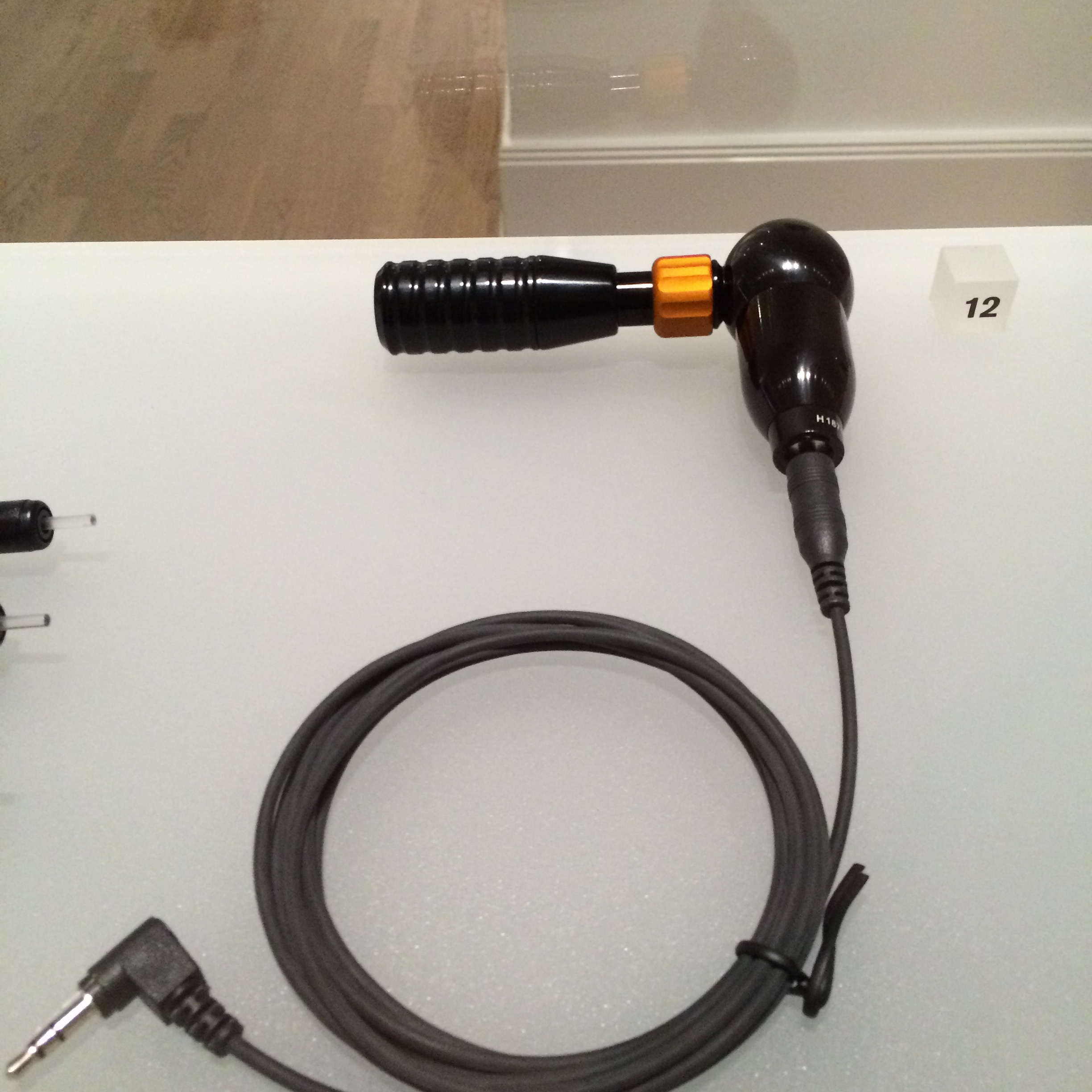
Rotarymaschine „Cheyenne HAWK“ aus dem Jahr 2011

## Verwendungszwecke
Eine Tätowiermaschine für Linien wird „Liner“ und für Schattierung „Shader“ genannt. Mittlerweile gibt es zahlreiche Varianten der zwei Maschinenmodelle, die mit Einstellungen für Liner oder Shader arbeiten. Inzwischen arbeiten viele Tätowierer mit Tat-Guns (Tattoo-Guns, dt. „Tätowierpistolen“) mit denen man Schattierungen ebenso wie auch Linien tätowieren kann. Bei den meisten neuen Maschinen besteht die Möglichkeit, sowohl Tiefe, als auch Geschwindigkeit und Stärke des Stichs einzustellen. Die Tinte hält sich dank der Kapillarwirkung zwischen den Nadeln und wird durch die Schnelligkeit der Bewegung in die Haut gebracht.

## Rechtliche Grundlagen
Deutschland
Am 1. Mai 2009 trat die Tätowiermittel-Verordnung (TätV) in Kraft. Grundsätzliches ist im Lebensmittel-, Bedarfsgegenstände- und Futtermittelgesetzbuch (LFGB) geregelt, die TätV regelt darüber hinaus konkret die Kennzeichnung, sowie Mitteilungspflichten und unerlaubte Inhaltsstoffe. Zu den Tätowiermitteln gehören auch die Mittel für Permanent Make-up. Eine Regelung zur Beschaffenheit der technischen Ausrüstung, wie z. B. der Tätowiermaschine, existiert zurzeit nicht. Die hygienische Beschaffenheit der Maschinen wird durch die jeweiligen Hygiene-Verordnungen der Bundesländer geregelt.
 Österreich
In Österreich sind das Tätowieren und Piercen in der Verordnung des Bundesministers für Wirtschaft und Arbeit über Ausübungsregeln für das Piercen und Tätowieren durch Kosmetik (Schönheitspflege)-Gewerbetreibende geregelt.
 Schweiz
In der Schweiz sind die Anforderungen ans Tätowieren hauptsächlich in der Humankontakt-Verordnung (HKV Art. 3-9) und in der Verordnung über kosmetische Mittel (VKos, SR 817.023.31) geregelt.

## Trivia

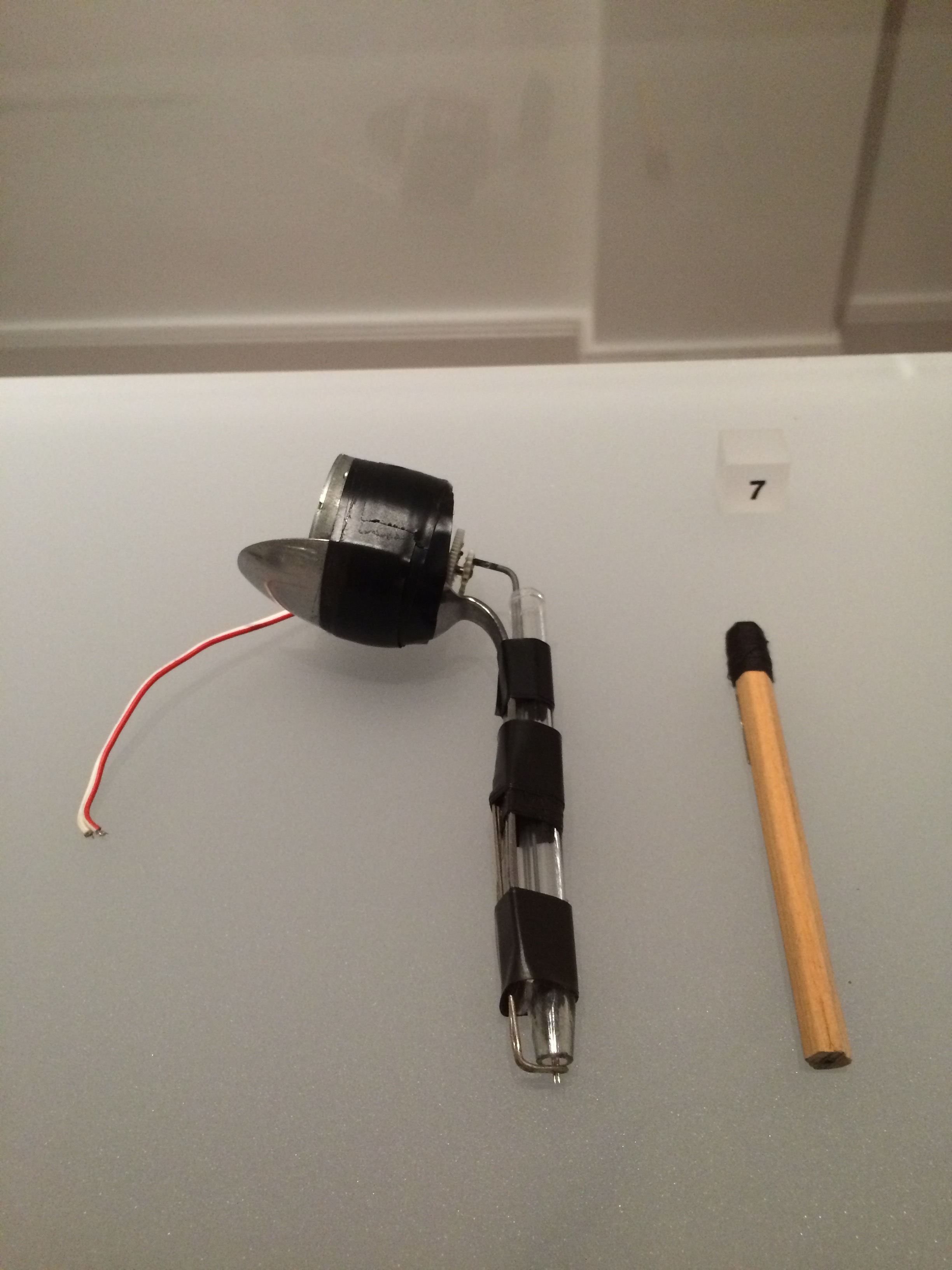
Aus Alltagsgegenständen gefertigte Tätowiermaschine

Da Tätowierungen in Haftanstalten nach wie vor begehrt sind, werden von Häftlingen aus jedwedem Material Tätowiermaschinen hergestellt.
Zur Fertigung von Tätowiermaschinen finden z. B. Elektrorasierer Verwendung. Kanülen oder Nähnadeln werden beispielsweise mit einer Kugelschreiberspitze verbunden, die als Griffstück und Farbtank dient.